# ポール・ローズ
ポール・ローズ（Paul Rose、1951年 - ）は、おもに英国放送協会 (BBC) で活動するテレビ番組プレゼンター。彼は、ダイバー、登山家、探検家であり、その技量と関心は、彼をドキュメンタリー番組のプレゼンターへと導くことになった。ローズは、南極への探検に何回も参加し、調査に従事する科学者たちの支援をするロセラ研究基地の司令として、それぞれ6か月のシーズンを8季にわたって務めた。
2006年、ローズは BBC Four の5部構成のドキュメンタリー・シリーズ『Voyages of Discovery』のプレゼンターを務めた。
2008年、彼は BBC Two の8部構成のドキュメンタリー・シリーズ『Oceans』の共同プレゼンターを務めた。
2011年、彼は BBC Two の4部構成のドキュメンタリー・シリーズ『Britain's Secret Seas』の共同プレゼンターを務めた。
2017年、ローズは、ノース・ヨークシャー州の沿岸をハンバー川からファイリーまでを辿る80マイルほどの遊歩道ヨークシャー・ウォルズ・ウェイについて、BBC One の2部構成のドキュメンタリー・シリーズのプレゼンターを務めた。この番組の中で、ローズは野生生物や景観の地理的特徴などについて探求して見せた。このドキュメンタリーの後半では、ヨークシャー・ウォルズ・ウェイの途中、ポックリントンにあるウォルズ・グライディング・クラブ (the Wolds Gliding Club) から、劇的なグライダー飛行を見せた。
2018年、彼は、イングランドの湖水地方を取り上げた BBC One の4部構成のドキュメンタリー・シリーズ『The Lakes with Paul Rose』のプレゼンターを務めた。
ローズは2018年に、「科学的探検と一般への理解を広めたことに対し (for scientific expeditions and enhancing public understanding)」王立地理学会から金メダル（創立者メダル）を贈られた。